# Carcabuey
Carcabuey er en by og kommune i det sydlige Spanien i provinsen Córdoba. Den har et indbyggertal på 2.299 (2024) indbyggere.